# Fondation sciences mathématiques de Paris
La Fondation Sciences mathématiques de Paris (FSMP) est une fondation de coopération scientifique au service de la recherche et de la formation en mathématiques et en informatique théorique. Ses fondateurs et partenaires scientifiques sont : Sorbonne Université, Université Paris Cité, l'École normale supérieure, le Centre national de la recherche scientifique, l'Université Paris-Dauphine PSL,l'Université Paris Nanterre, l'Université Paris 1 Panthéon-Sorbonne, le Collège de France, l'Institut national de recherche en informatique et en automatique, et l'Université Paris-Nord. Sa directrice est Béatrice de Tilière.
Regroupant près de 2000 scientifiques, la FSMP fédère les principaux laboratoires de mathématiques et d'informatique théorique de Paris centre et nord. Créée fin 2006, elle a bénéficié à sa création du seul label de Réseau thématique de recherche avancée (RTRA) en sciences mathématiques accordé par le gouvernement français aux projets scientifiques d'excellence.

## Activité scientifique
Elle regroupe :
- près de 1500 enseignants-chercheurs et chercheurs permanents dont 3 médaillés Fields en activité, une vingtaine de membres de l'Académie des Sciences (Institut de France), plus de 200 lauréats et lauréates de prix nationaux et internationaux,
- plus de 100 post-doctorants,
- environ 600 doctorants.